# Żłobnica
Żłobnica – wieś w Polsce położona w województwie łódzkim, w powiecie bełchatowskim, w gminie Kleszczów. W 2011 roku liczba mieszkańców we wsi Żłobnica wynosiła 409.
W latach 1975–1998 miejscowość administracyjnie należała do województwa piotrkowskiego.